# HD 52018
HD 52018，又名CD-25 3864，SAO 172669、HR 2616，是一颗恒星，视星等为5.59，位于銀經236.55，銀緯-9.82，其B1900.0坐标为赤經6h 54m 30s，赤緯-25° -9.82′ 42″。